# 6402-es mellékút (Magyarország)
A 6402-es számú mellékút egy négy számjegyű, körülbelül 24 kilométeres hosszúságú mellékút a Dunántúlon. Nagy része Fejér vármegye déli részén húzódik, egy jóval rövidebb, nagyjából 5 kilométeres szakasza már Somogy vármegyébe esik. Ez az egyetlen útvonal, amely Fejér vármegyén belül keresztezi a Siót és az egyetlen olyan, amely összeköti a 64-es és a 65-ös főutakat úgy, hogy végig szilárd burkolattal rendelkezik (a Simontornyát Iregszemcsével összekötő 6407-es út Fürged és Nagyszokoly között burkolatlan földút).

## Nyomvonala
A 64-es főútból ágazik ki, annak 16+700-as kilométerszelvényénél, Dég külterületén, a falu központjától nyugatra, dél-délnyugati irányban. Kezdeti szakaszán elhalad Újtelep településrész mellett, majd 1,5 kilométer után átér Lajoskomárom területére. Ott Középbogárd az első településrész, amit érint, majd bő négy kilométer után, 5,7 kilométer megtételét követően beér a falu központjába. Első, legkeletebbi szakasza Bogárdi utca néven húzódik, majd a település központjának keleti felében a Batthyány utca nevet veszi fel. 7+150-es kilométerszelvénye előtt belecsatlakozik észak-északnyugat felől az Enyingtől induló 6404-es út, 12,5 kilométer után, és kiágazik belőle az ellenkező irányban, az előbbi egyenes folytatásaként a 64 104-es út amely Külsősáripuszta településrészre vezet, de földútként Ozoráig továbbhalad. Lajoskomárom nyugati felében az út a Komáromi utca nevet viseli, 8,3 kilométer után hagyja el a község házait és a kilencedik kilométere előtt lép át a következő település, Mezőkomárom területére.
Mezőkomárom lakott területeit a tizedik kilométerénél éri el, a neve ott először Arany János utca, majd egy iránytörést követően Rákóczi Ferenc utca. A 11+350-es kilométerszelvénye közelében egy újabb iránytörése következik, ott egy rövid szakaszon Petőfi utca a neve, ugyanott kiágazik belőle észak felé egy alsóbbrendű önkormányzati út, amely a központtól mintegy 6 kilométerre fekvő, egykor saját vasúti megállóhellyel rendelkező Pusztaszentmihályfa településrészre vezet. A következő belterületi szakasz Honvéd utca, így keresztezi a 12. kilométere előtt a 2000 körül felszámolt Dombóvár–Lepsény-vasútvonal nyomvonalát, kiágazik belőle nyugat felé a 64 301-es út az egykori Mezőhidvég vasútállomásra, majd áthalad a Sió hídján.
Ezt követően rögtön Szabadhídvégre ér, ahol már 12,3 kilométer után lakott területen jár, Fő utca néven. A 12+600-as kilométerszelvénye előtt beletorkollik dél felől, 16,6 kilométer megtétele után a 6409-es út Nagyszokoly felől, és nem sokkal később a 13. kilométere után el is hagyja a község központját. 16,1 kilométer után kiágazik belőle a központtól északnyugatra fekvő Pélpusztára vezető 64 103-as út, de még ezután is majdnem három kilométeren át szabadhídvégi területeken húzódik.
A tizenkilencedik kilométere előtt lép át Somogy vármegye Siófoki járásába, Nagyberény közigazgatási területére. A település központján Petőfi Sándor utca, majd Fő útca néven húzódik keresztül, 23,3 kilométer után hagyja el a község legnyugatibb házait, nem sokkal később pedig átlép Som területére. Előtte még kiágazik belőle a korábban 64 306-os számozást viselő – 2019 őszi állapot szerint önkormányzati útnak minősülő –, a Kaposvár–Siófok-vasútvonal Som-Nagyberény megállóhelyéhez vezető mellékút, majd magát a vasútvonalat is keresztezi. 23,6 kilométer után áthalad a Kis-Koppány patak fölött, végül Som település lakott területének déli pereménél beletorkollik a 65-ös főútba, annak 70+600-as kilométerszelvénye közelében.
Teljes hossza, az országos közutak térképes nyilvántartását szolgáló kira.gov.hu adatbázisa szerint 24,123 kilométer.

## Települései
- Dég
- Lajoskomárom
- Mezőkomárom
- Szabadhídvég
- Nagyberény
- Som